# Кроттендорф
Кроттендорф (нем. Crottendorf) — община в Германии, в земле Саксония. Подчиняется административному округу Кемниц. Входит в состав района Рудные Горы.  Население составляет 4272 человека (на 31 декабря 2010 года). Занимает площадь 36,46 км².
Коммуна подразделяется на 3 сельских округа.